# Albanische Volleyballnationalmannschaft der Frauen
Die albanische Volleyballnationalmannschaft der Frauen ist eine Auswahl der besten albanischen Spielerinnen, die die Fédération Albanaise de Volleyball bei internationalen Turnieren und Länderspielen repräsentiert.

## Geschichte
Die albanischen Frauen belegten bei der Volleyball-Europameisterschaft 1991 den elften Rang. Für Volleyball-Weltmeisterschaften oder Olympische Spiele konnten sie sich bisher nicht qualifizieren. Auch beim World Cup und beim World Grand Prix haben sie noch nie mitgespielt.